# Bitwa pod Dyneburgiem (1920)
Bitwa pod Dyneburgiem (operacja Zima, operacja dyneburska, wyprawa dyneburska) – bitwa wojsk polsko-łotewskich z Armią Czerwoną, stoczona w styczniu 1920 w rejonie miasta Dyneburg nad Dźwiną. Bitwa zakończyła się zwycięstwem sił polsko-łotewskich, doprowadzając do zdobycia miasta i twierdzy Dyneburg. Następnie polsko-łotewska kampania w Łatgalii była kontynuowana, co doprowadziło do wyparcia bolszewików z całego regionu. W efekcie przestała istnieć Łotewska Socjalistyczna Republika Radziecka, zaś Łatgalia została przyłączona do niepodległej Republiki Łotewskiej.

## Tło bitwy
W końcu maja 1919 r. Łatgalia była ostatnim regionem Łotwy, który pozostawał pod kontrolą proklamowanej w styczniu tego samego roku Łotewskiej Socjalistycznej Republiki Radzieckiej. Rząd niepodległej Republiki Łotewskiej, umocniony po bitwie pod Kiesią i zawarciu rozejmu w Strazdumuiža, zapowiadającego ostateczne wycofanie wojsk niemieckich z Łotwy, dążył do wyparcia bolszewików również z tego regionu. Radziecka Rada Komisarzy Ludowych zasugerowała, że mogłaby zgodzić się na przekazanie Łatgalii w zamian za podpisanie przez Łotwę traktatu pokojowego. Równocześnie jednak rząd Łotewskiej SRR starał się przygotować do obrony przez wojskami łotewskimi, estońskimi lub polskimi. Dawną Armię Radzieckiej Łotwy przekształcono w radziecką 15 Armię.
We wrześniu 1919 wojska generała Śmigłego-Rydza, wchodzące w skład Frontu Litewsko-Białoruskiego, podeszły pod Dyneburg i po miesięcznych walkach wyparły bolszewików za Dźwinę.
W tym samym czasie wojska łotewskie rozpoczęły działania zaczepne z rejonu Jekabpilsu na położoną na północny wschód od Dyneburga Iłuksztę, zostały jednak uprzedzone przez wojska litewskie, współdziałające pod Dyneburgiem z Polakami. Litwini opanowali stację Kałkuny, a następnie Iłuksztę i dotarli do Dźwiny. 6 września armia łotewska podjęła z kolei ofensywę na południowym odcinku antybolszewickiego frontu, zajmując wioskę Jersika oraz położona 15 km dalej Līvāni. Rząd łotewski obawiał się bowiem litewskich pretensji terytorialnych do części powiatu iłuksztańskiego. Po tych wydarzeniach we wrześniu żadna ze stron nie podejmowała działań ofensywnych. Władze radzieckie uznały front radziecko-polski za istotniejszy, Litwini wstrzymali działania zaczepne po osiągnięciu linii Dźwiny, natomiast dla rządu łotewskiego podstawowym problemem stały się działania Zachodniej Armii Ochotniczej Pawła Bermondta-Awałowa.
11 września rząd radziecki, będąc w bardzo trudnej sytuacji (utrata ziem wschodniej Ukrainy wraz z Donbasem, utrata Carycyna, trwający marsz Sił Zbrojnych Południa Rosji na Moskwę), wystosował do władz łotewskich zaproszenie na rozmowy pokojowe (wcześniej analogiczne otrzymała Estonia). Łotwa wyraziła pozorne zainteresowanie rozmowami, licząc, iż w ten sposób uzyska od aliantów silniejsze wsparcie w walce tak z bolszewikami, jak i z siłami Bermondta-Awałowa, dozbrojonymi przez Niemcy. Spodziewała się również, że w takiej sytuacji Wielka Brytania ostatecznie uzna de iure państwowość łotewską. 8 października delegacja łotewska została przyjęta w Moskwie i przekazała swoje warunki zawarcia pokoju, w tym odejście bolszewików z Łatgalii, uznanie łotewskiej niepodległości, gwarancje nieingerencji w sprawy niepodległej Łotwy i nieorganizowania bolszewickiej agitacji na jej terytorium. W zamian Ryga miała zgodzić się na uznanie Rosji Radzieckiej, tranzyt towarów radzieckich przez łotewskie linie kolejowe i porty, a także przerwanie działań zbrojnych przeciwko bolszewikom. Rząd radziecki deklarował zgodę na te warunki. W drugiej połowie października dalszą korespondencję w sprawie ewentualnego pokoju prowadził z radzieckim komisarzem spraw zagranicznych Gieorgijem Cziczerinem minister spraw zagranicznych Estonii Jaan Poska, w imieniu trzech państw bałtyckich. Zdecydowano, iż rozmowy dotyczyć będą jedynie rozejmu. Ostatecznie i te negocjacje nie przyniosły żadnych efektów, gdyż po odparciu ataku armii Bermondta-Awałowa na Rygę i wobec braku spodziewanej reakcji brytyjskiej na rozmowy z Moskwą rząd łotewski wycofał się z rozmów.
W grudniu 1919 r. rząd łotewski podjął decyzję o próbie zbrojnego odzyskania Łatgalii w sojuszu z Polską, dla której wyparcie bolszewików z Dyneburga i regionu również miało istotne znaczenie. Gdyby bolszewikom udałoby utrzymać się w Łatgalii, umocniliby łączność między 15 a 16 Armią, od lutego walczącą z Polakami. Z kolei dla Łotwy i wspierającej ją Wielkiej Brytanii, dążącej do niedopuszczenia do opanowania ziem nadbałtyckich przez Rosję lub Niemcy, uderzenie na Dyneburg miało być ruchem wyprzedzającym ewentualną nową ofensywę Armii Czerwonej przeciwko Litwie, Łotwie i Estonii. W ciągu kilku miesięcy między wrześniem a grudniem 1919 r. sytuacja rządu radzieckiego zmieniła się bowiem zasadniczo - marsz białych na Moskwę został powstrzymany, podobnie jak ofensywa Armii Północno-Zachodniej z terytorium Estonii na Piotrogród.

## Przygotowania
Jeszcze 13 listopada 1919 r. Naczelne Dowództwo Wojska Polskiego wydało rozkaz rozpoczęcia przygotowań do uderzenia na Dyneburg wspólnie z armią łotewską. Polskie dowództwo obawiało się, że próbę wkroczenia do Łatgalii mogłyby podjąć odrzucone od Rygi oddziały Bermondta-Awałowa. 8 grudnia rząd Ulmanisa potwierdził chęć współpracy wojskowej z Polską, a równocześnie rozpoczął przygotowania do własnej ofensywy w Łatgalii. Przygotowania te jednak przebiegały z opóźnieniem wynikającym ze zmęczenia oddziałów, które w listopadzie walczyły z Bermondtem-Awałowem w Kurlandii. Na przełomie listopada i grudnia zarówno na froncie łotewsko-radzieckim, jak i radziecko-polskim w Łatgalii miały miejsce jedynie działania grup zwiadowczych oraz (na froncie polskim) próby uszkodzenia linii kolejowej z Dyneburga do Połocka. 3 grudnia Wojsko Polskie i armia łotewska doszły do porozumienia w kwestii szczegółowego przebiegu planowanego wspólnego natarcia, w którym brać miały udział trzy łotewskie grupy w łącznej sile 15 tys. bagnetów oraz polskie 1 i 3 Dywizja Legionów. Wojsko Polskie zamierzało odnieść dzięki zdobyciu Dyneburga korzyści operacyjne w postaci skrócenia frontu wschodniego poprzez zwinięcie długiego jego odcinka przebiegającego wzdłuż Dźwiny i oparcie lewego skrzydła polskiego o sprzymierzoną armię łotewską.
11 grudnia sztab grupy dowodzonej przez gen. Edwarda Rydza-Śmigłego rozpoczął koncentrację oddziałów polskich. Jednak z powodu braku gotowości strony łotewskiej operacja została przesunięta. 19 grudnia, gdy Łotysze w dalszym ciągu nie skoncentrowali zapowiadanych sił na kierunku łatgalskim, polskie dowództwo ograniczyło cele planowanej operacji pod kryptonimem Zima do opanowania Dyneburga i dotarcia do linii Dubny-Wyszki. Koncentracja oddziałów grupy Rydza-Śmigłego wokół Dyneburga została rozpoczęta 26 grudnia i ukończona do 31 grudnia 1919 r. W jej trakcie, 27 grudnia, dowództwo łotewskie potwierdziło gotowość do włączenia się do akcji, której nową datę wyznaczono na 3 stycznia. 30 grudnia w Rydze podpisano polsko-łotewską umowę wojskową, w której ustalono, iż w operacji weźmie udział 30 tys. żołnierzy polskich i 10 tys. łotewskich, zaś na obszarze, który zostanie zajęty, ustanowiona zostanie administracja łotewska.

## Zestawienie sił
- Wojska polsko-łotewskie
  - Grupa Operacyjna generała Śmigłego-Rydza (1 i 3 Dywizja Piechoty Legionów) – około 30 tysięcy żołnierzy polskich
  - 3 Dywizja Piechoty – około 10 tysięcy żołnierzy łotewskich
  - 2 kompania czołgów z 1 pułku czołgów – około 25 czołgów.
- Armia Czerwona
  - część 15 Armii – ok. 26 700 żołnierzy, 180 dział[1]

## Przebieg

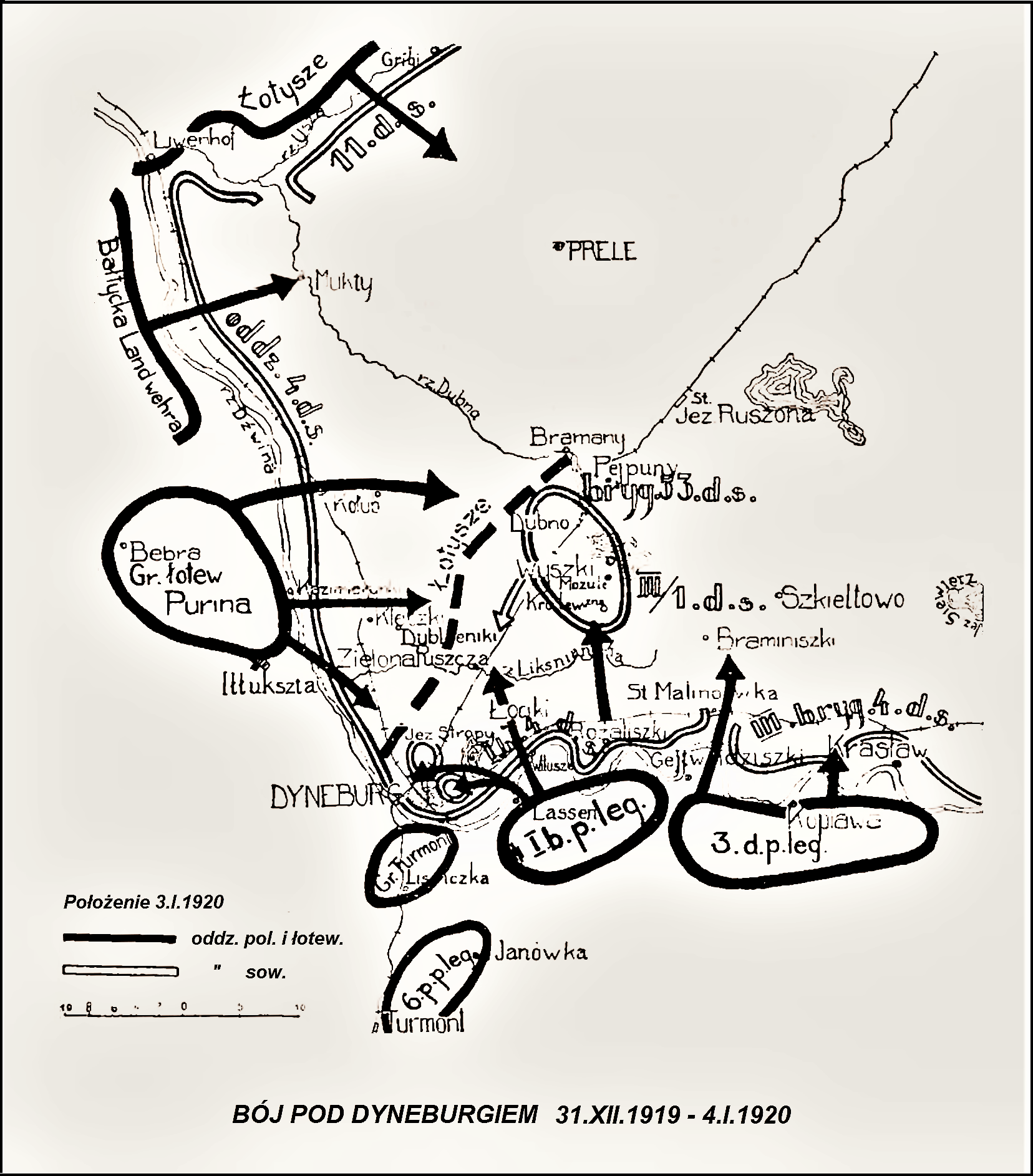
Otton Laskowski (red.)
Encyklopedja wojskowa, T. 2

Przed rozpoczęciem operacji na wschodnim krańcu frontu grupy gen. Rydza-Śmigłego, na lewym brzegu Dźwiny między Krasławiem a Gejtwidziszkami znajdowała się 3 Dywizja Piechoty Legionów. Na lewo od niej, na wschód od Dyneburga, znajdowała się Grupa Przełomowa (1 Brygada 1 Dywizji Piechoty Legionów), której powierzono zadanie przeprowadzenia głównego natarcia na Dyneburg z kierunku północno-wschodniego. Grupa wojsk Turmont (turmoncka) złożona z 23 pułku piechoty i sześciu baterii ciężkiej artylerii obsadziła miasteczko Griva na lewym brzegu Dźwiny, mając za zadanie uniemożliwić ewentualne forsowanie rzeki przez wojska litewskie. 6 Pułk Piechoty, zgrupowany między Turmontem a Janówką, stanowił odwód wojsk polskich. Obie polskie dywizje uczestniczące w operacji liczyły 13 260 żołnierzy i 430 oficerów, 250 karabinów maszynowych i 72 działa, w tym 28 ciężkich.
Łotewskie zgrupowanie pod dowództwem płk. Jānisa Purinša, podlegające grupie gen. Rydza-Śmigłego, było oddzielone od oddziałów polskich pasem zajmowanym przez wojska litewskie i znajdowało się między Kazimieryszkami a Bebrą. Zgrupowanie liczyło ok. 4 tys. żołnierzy – były to 3 Mitawski i 4 Rzeżycki Pułki Piechoty oraz jedna bateria artylerii. Od północy zgrupowanie to wspierała 1 Dywizja Kurlandzka, 1 Szwadron Kawalerii oraz dwutysięczny oddział dawnej Bałtyckiej Landeswehry, posiadający również 130 karabinów maszynowych, 9 dział oraz 180-osobowy pododdział kawalerii. Jeszcze dalej na północ trwała koncentracja drugiej łotewskiej grupy wojsk pod dowództwem płk. Krišjānisa Berķisa.
Po stronie radzieckiej twierdzę dyneburską obsadziła 1 brygada 4 Dywizji Strzelców, zaś naprzeciw 3 Dywizji Piechoty znajdowała się 3 brygada 4 Dywizji Strzelców. W Dyneburgu znajdowała się również 10 brygada 3 Dywizji Strzelców. Naprzeciw jednostek Landeswehry i grupy Purinša znajdowały się pododdziały 3 i 11 Dywizji Strzelców. W odwodzie bolszewicy posiadali brygadę łotewską 53 Dywizji Strzelców w rejonie Wyszek. Jednostki 15 Armii, którym powierzono zadanie obrony poszczególnych odcinków frontu przed Polakami liczyły łącznie ok. 8 tys. żołnierzy, 112 karabinów maszynowych, 31 dzieł i dwa pociągi pancerne. Jednostki radzieckie wystawione przeciwko Łotyszom liczyły ok. 3 tys. żołnierzy, 11 dział i 40 karabinów maszynowych. Wojska polsko-łotewskie miały zatem około dwukrotną przewagę liczebną oraz górowały nad przeciwnikiem w liczbie dział i karabinów maszynowych.
Na północnym odcinku frontu, podległym dowództwu łotewskiemu znajdowały się siły głównej łotewskiej grupy uderzeniowej: Łatgalski Pułk Partyzancki, 8 Dyneburski i 7 Siguldzki Pułki Piechoty ze składu 3 Łatgalskiej Dywizji Piechoty, Łatgalski Szwadron, Łatgalska Kompania Inżynieryjna i 2 i 3 bateria Łatgalskiego Pułku Artylerii. Dalej na południe, na wysokości Rzeżycy znajdowały się dwa pułki ze składu 1 Kurlandzkiej Dywizji: 1 Lipawski i 2 Windawski (Ventspilski). Oddziały łotewskie liczyły łącznie 8357 żołnierzy i 241 oficerów, 130 karabinów maszynowych i 14 dział.
Armia Czerwona posiadała na tym odcinku 83 i 84 pułki strzelców, pułk do zadań specjalnych 15 Armii, dwa szwadrony jazdy oraz trzy robotnicze pułki piotrogrodzkie o numerach 1, 2 i 3. Jednostki te łącznie posiadały 14 dział i 61 karabinów maszynowych. Na odcinku frontu pod Rzeżycą znajdowały się Komunistyczny Batalion Szturmowy, 22, 23 i 99 pułki strzelców i szwadron kawalerii, ze 108 karabinami maszynowymi i 39 działami. I na tym odcinku przewaga wojsk łotewskich nad oddziałami bolszewickimi była blisko dwukrotna, bolszewicy mieli natomiast wyraźną przewagę w artylerii. Ich pozycja umożliwiała również sprawne przegrupowywanie sił dzięki dostępowi do linii kolejowych z Rzeżycy do Wielkich Łuków, z Dyneburga do Smoleńska i z Pytałowa do Pskowa.

### Zdobycie Dyneburga i Wyszek

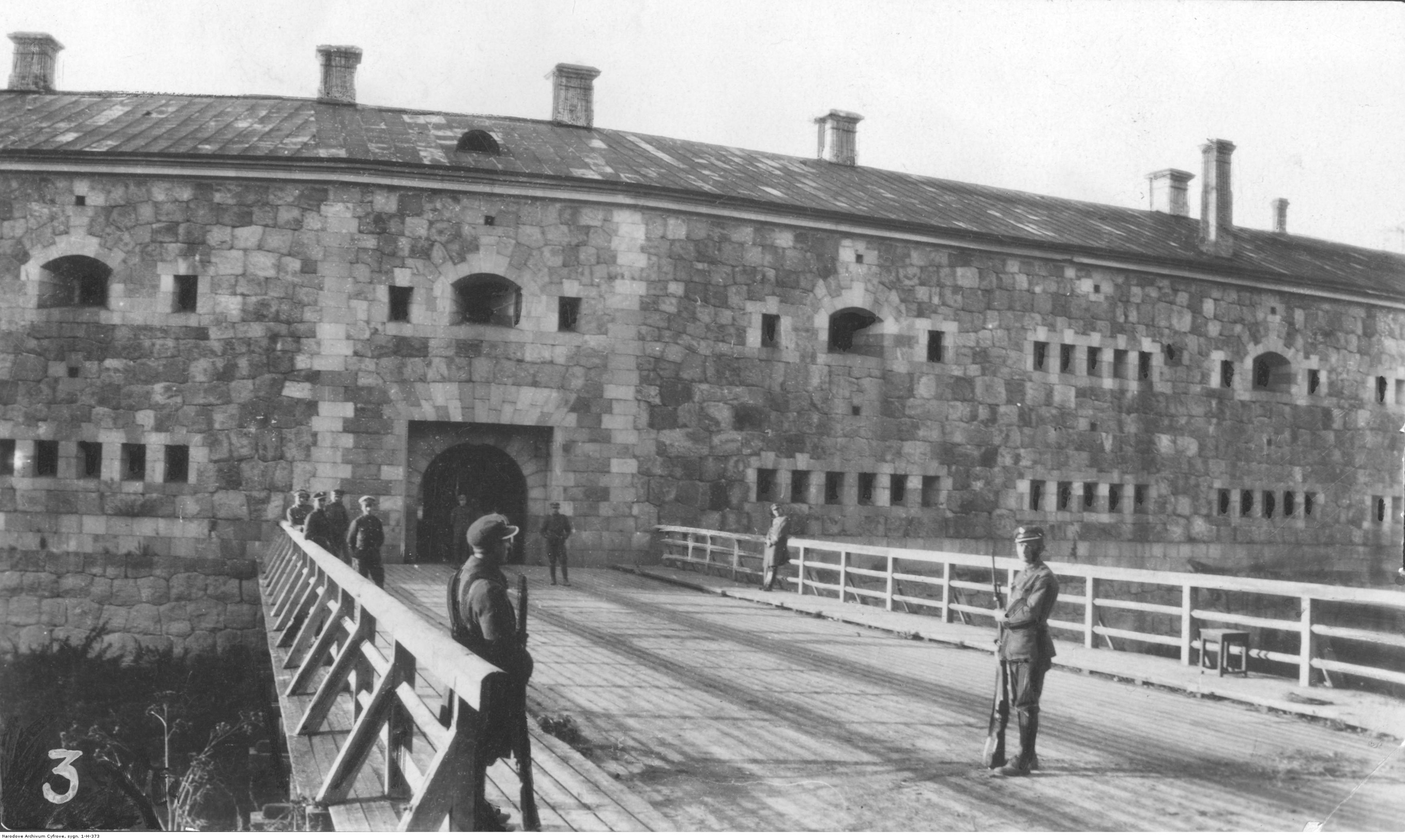
Warta polska w forcie dźwińskim po jego zdobyciu; 1920

Operacja rozpoczęła się 3 stycznia, pod dowództwem gen. Rydza-Śmigłego, którego stanowisko obserwacyjne znajdowało się na zamku w Kalkūni, przy nadzorze gen. Stanisława Szeptyckiego, dowódcy frontu litewsko-białoruskiego. Walki toczyły się przy mrozie przekraczającym -30 stopni Celsjusza i obfitych opadach śniegu. 5 Pułk Piechoty Legionów sforsował Dźwinę, po zaciętej walce zajął wioskę Mozuļi i prowadził dalej natarcie w kierunku Wyszek. 3 Batalion 1 Pułku Piechoty również przeprawił się przez Dźwinę na wysokości Viļuši i po walkach z oddziałami 29 i 30 pułku strzelców dotarł do wieczora do miejscowości Zaļā Pušča. 7 Pułk Piechoty 1 Dywizji po walkach dotarł do Bramanišek. Pozostałe jednostki 3 Dywizji Piechoty Legionów pozostały na lewym brzegu Dźwiny, kontrolując przeprawy. Do godziny 14 3 stycznia polskie oddziały (1 i 2 Batalion 1 Pułku Piechoty Legionów) opanowały miasto i twierdzę Dyneburg, przełamując zacięty opór bolszewickich oddziałów, wzmocnionych jeszcze przez posiłki z 53 Dywizji Strzelców. W Dyneburgu po zajęciu miasta żołnierze dopuszczali się rabunku i napaści na miejscową ludność żydowską, rosyjską, a nawet polską. Według polskich i łotewskich źródeł straty bolszewików w bitwie wynosiły dziesiątki zabitych, jednak dokładnych danych o stratach radzieckich brak. 437 żołnierzy Armii Czerwonej dostało się do niewoli, ponadto wojska polskie i łotewskie przejęły 5 lokomotyw i 200 wagonów, kilka haubic, zapasy broni.
Część oddziałów radzieckich zdołała odejść z Dyneburga na Wyszki. Oddziały łotewskie z grupy płk. Purinša po zaciętej walce zdobyły stację kolejową Līksna, na której zniszczyły pociąg pancerny nieprzyjaciela, po czym przemieściły się wzdłuż Dźwiny w kierunku południowo-wschodnim, ku Dyneburgowi. Do Dyneburga przeniósł się sztab polskich wojsk, zaś gen. Rydz-Śmigły wydał do mieszkańców odezwę, w której informował, iż Polacy przybyli jako sojusznicy niepodległej Łotwy. 4 stycznia oddziały polskie i łotewskie uderzyły z dwóch kierunków na Wyszki. Na zdobytej stacji kolejowej doszło do ich spotkania.
7 i 8 stycznia jednostki Armii Czerwonej podjęły kilka prób odbicia stacji kolejowej w Wyszkach, które zostały z trudnościami odparta przez oddziały polskie.

### Działania wojsk łotewskich na północnym odcinku frontu. Walki o Pytałowo
Gen. Rydz-Śmigły nakazał 3 Dywizji zajęcie linii Krasław-Użwałd-Akaczyszki, zaś oddziałom 1 Dywizji linii Akaczyszki-Meża-Kałki-Ksawerowo, co nastąpiło odpowiednio 10 i 12 stycznia. W kolejnych dniach oddziały polskie zajmowały kolejne obszary w Łatgalii. Oddziały 1 Dywizji obsadziły bez walki terytoria w rejonie jeziora Rušons, w tym stację kolejową Agłona. Na południowym odcinku frontu polskie oddziały wyparły jednostki bolszewickie ze stacji Ludvikova na linii z Dyneburga do Połocka. Natomiast jednostki 3 Dywizji opanowały terytoria między jeziorem Siviers a Drują. Tym samym Polacy dotarli do linii, którą Rydz-Śmigły nakreślił jako cel przeznaczony do osiągnięcia w pierwszej fazie walk o Łatgalię.
Z kolei 9 stycznia łotewska grupa płk. Berķisa z czterodniowym opóźnieniem przystąpiła do działań zaczepnych w kierunku Karsavy i stacji kolejowej Punduri. Również 9 stycznia dowództwo radzieckiej 15 Armii wydało rozkaz kontruderzenia przeciwko tejże grupie wojsk łotewskich, by nie dopuścić do przerwania łączności między Rzeżycą i Pskowem. Większość sił radzieckich została przerzucona na północny odcinek frontu, co ułatwiło jeszcze opóźnienie w koncentracji sił łotewskich. Z kolei wojska na odcinku południowym otrzymały rozkaz Władimira Gittisa, dowódcy radzieckiego Frontu Zachodniego, by utrzymać pozycje pod Dyneburgiem, powstrzymać dalszy marsz Polaków na wschód, a w dalszej kolejności odzyskać miasto.

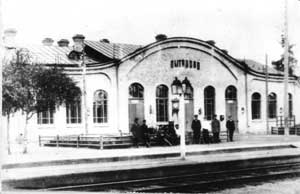
W dniach 13-15 stycznia trwały zacięte łotewsko-radzieckie walki o stację kolejową Pytałowo

Na północnym odcinku frontu doszło do zaciętych walk łotewsko-radzieckich, w których bolszewicy, mimo przewagi liczebnej, zostali ostatecznie zmuszeni do ustąpienia. Front przesunął się ku stacji kolejowej Pytałowo, do obrony której dowództwo radzieckie skierowało dodatkowe siły, obsadzając ją 1200 żołnierzami trzech pułków. Wojska łotewskie 11 stycznia opanowały Karsavę i Malnavę. Zajęcie stacji kolejowej w Karsavie uniemożliwiło Armii Czerwonej przerzucenie kolejnych jednostek do obrony Pytałowa i Rzeżycy z frontu estońskiego. 13 stycznia łotewski Pułk Partyzancki oraz Pułk Dyneburski uderzyły na Pytałowo od południa i północy, zdobywając następnego dnia stację kolejową. 15 stycznia trwały zacięte walki o Pytałowo i Karsavę; w obu miejscach Łotysze z trudem obronili swoje pozycje.
16 stycznia oddziały 2 Windawskiego i 1 Lipawskiego Pułków Piechoty dotarły na odległość 10 km od Rzeżycy. Miasto, w którym przed bitwą przebywał rząd Łotewskiej SRR było tym samym zagrożone od wschodu i północy przez wojska łotewskie, zaś od południa przez polskie. Przywódcy łotewskich bolszewików jeszcze 12 stycznia postanowili opuścić Rzeżycę, odjeżdżając najpierw do Lucyna, a stamtąd do Wielkich Łuków. Rząd Łotewskiej SRR ogłosił samorozwiązanie.

### Dalsze działania w Łatgalii
Opór stawiony przez bolszewików i zaciętość toczonych walk zaskoczyły łotewskie dowództwo. Stąd 16 stycznia między Polską a Łotwą zawarta została nowa umowa wojskowa, która sankcjonowała dalszą współpracę wojsk obu krajów aż do osiągnięcia linii Dryssa–Jezioro Oświejskie–rzeka Zilupe. 21 stycznia wojska polskie i łotewskie wspólnie zajęły Rzeżycę. Następnie wojska łotewskie podeszły pod Lucyn na wschodzie, zaś na północy zbliżyły się do Stiglavy.

25 stycznia główne dowództwo armii radzieckiej nakazało dowództwu Frontu Zachodniego aktywną obronę frontu łotewskiego, utrzymanie jego obecnych linii i przeprowadzenie jak najszybciej kontrnatarcia na wybranym odcinku. Dowództwo radzieckie dopuszczało możliwość, że cele polsko-łotewskiej operacji wykraczają poza opanowanie Łatgalii, także w świetle faktu, że niektóre zajęte przez Łotyszy miejscowości, jak Pytałowo, były położone już na wschód od Łatgalii. Dowodzący Frontem Zachodnim Władimir Gittis postanowił przeprowadzić kontrnatarcie w Łatgalii. Celem wojsk bolszewickich było powstrzymanie wojsk polskich w rejonie miejscowości Poļeščina (dziś część Šķaune). Gittis nakazywał 15 Armii ześrodkować w tym rejonie wszystkie dostępne oddziały, by móc po odrzuceniu Polaków odzyskać terytoria stracone w styczniu. 7 Armia miała sprowadzić z frontu estońskiego możliwie największe rezerwy dla 15 Armii, natomiast 16 Armii na białoruskim odcinku frontu nakazano prowadzenie aktywnej obrony w czasie natarcia 15 Armii. 

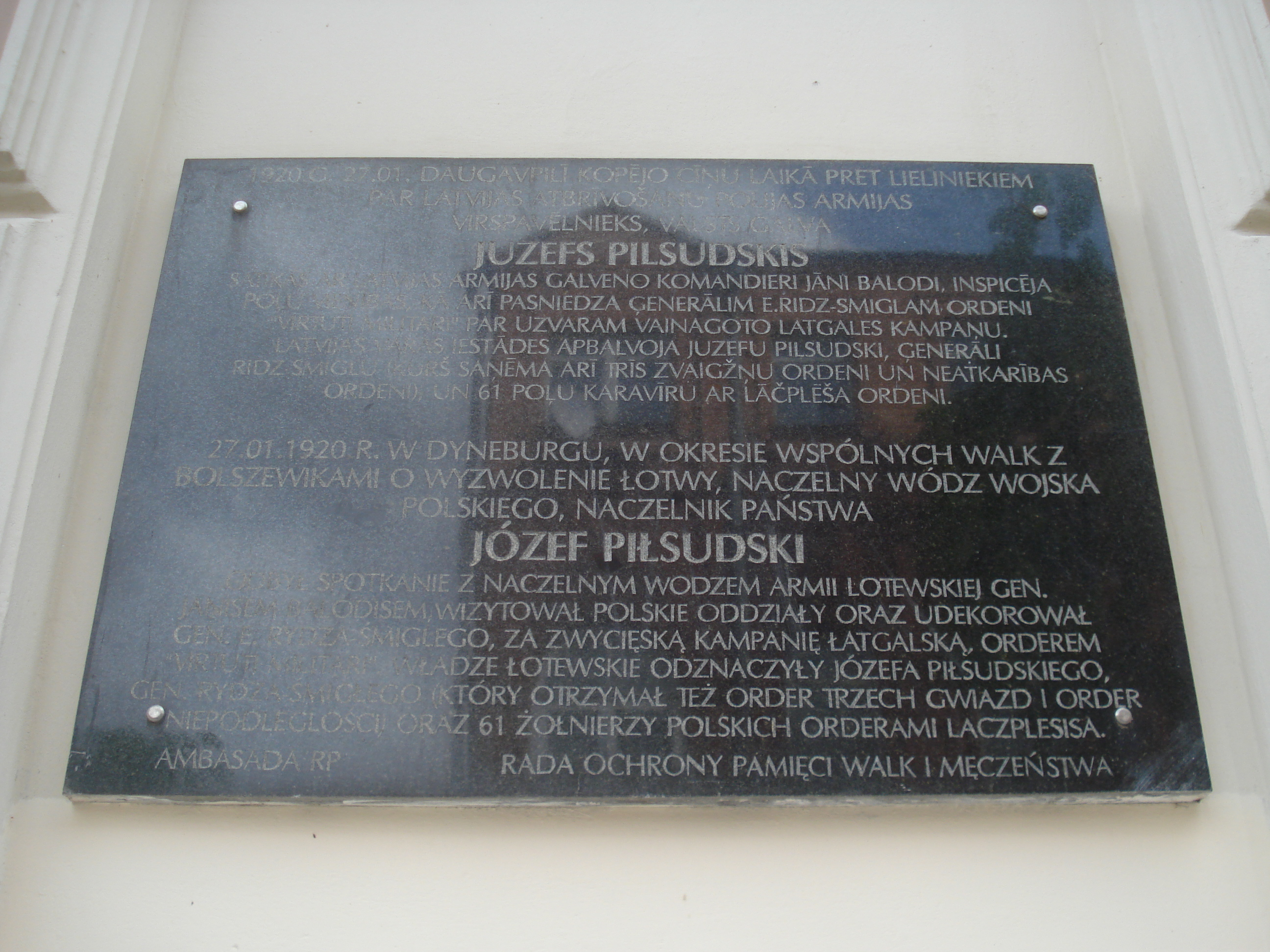
Tablica pamiątkowa upamiętniająca pobyt Józefa Piłsudskiego w Dyneburgu

Plany radzieckiego kontrnatarcia nie powiodły się. 25 stycznia, po ciężkich walkach prowadzonych przy mrozie sięgającym -25-30 stopni walki pod Poļeščiną zakończyły się zwycięstwem oddziałów polskiej 1 Brygady, okupionym poważnymi stratami. Równocześnie oddziały łotewskie osiągnęły linię Stara Słoboda-Wonogi-jezioro Kurjany, wkraczając już na terytoria rosyjskie na wschód od Łatgalii. Jednocześnie 30 stycznia 1920 r., po miesiącu tajnych rokowań pomiędzy Rosją Radziecką a Łotwą zawarty został rozejm. Stąd też w pierwszych dniach lutego ostatecznie przerwano działania zbrojne, a ostatnią operacją było zajęcie przez nieświadome zawieszenia broni oddziały polskie, rejonu leżącego na wschód od Dryssy. Wtedy polskie dywizje wycofały się za Dźwinę, a na ich miejsce weszły oddziały łotewskie (z wyjątkiem dyneburskiej cytadeli, w której polska załoga stacjonowała do lipca, gdy wobec ofensywy Frontu Zachodniego zagroziło jej odcięcie).

## Upamiętnienie
- Walki żołnierzy polskich o Dyneburg zostały upamiętnione na Grobie Nieznanego Żołnierza w Warszawie, napisem na jednej z tablic w II RP i po 1990 – „DYNEBURG 3 I 1920”.
- Na prawym ramieniu krzyża kawalerskiego sztandaru 3 pułku artylerii ciężkiej znajduje się wyhaftowana nazwa i data bitwy „Dyneburg 3 I 1920”[27].